# Наволок (Вожегодский район)
Наволок — деревня в Вожегодском районе Вологодской области.
Входит в состав Бекетовского сельского поселения, с точки зрения административно-территориального деления — в Бекетовский сельсовет.
Расстояние по автодороге до районного центра Вожеги — 42 км, до центра муниципального образования Бекетовской — 10 км. Ближайшие населённые пункты — Назаровская, Барановская, Сурковская.
По переписи 2002 года население — 21 человек (13 мужчин, 8 женщин). Всё население — русские.